# Лукас Хемлеб
Лукас Хемлеб (точнее Хеммлеб) (род. в 1960, Бад-Хомбург-фор-дер-Хёэ) — немецкий театральный режиссёр, оперный режиссёр, сценограф и либреттист.
Хемлеб родился и вырос в Германии. Его сестра ‒ документалистка Мария Хеммлеб. Он сводный брат альпийского журналиста и писателя Йохена Хеммлеба. Лукас Хемлеб много лет жил и работал во Франции и в Азии. С самого начала он сделал себе имя как режиссёр музыкального театра и драматического театра, а также других форм театра. Сначала он был помощником режиссёра в Берлине, работал с Петером Штайном, Клаусом Михаэлем Грюбером и Люком Бонди, среди прочих, и в Италии с Лукой Ронкони. Он начал работать режиссёром в середине 1980-х годов в Страсбургской драматической школе Страсбургского национального театра и на площади Шаубюне на Лехнинер Платц. Затем он работал режиссёром в Бохуме и Эссене, а затем и с артистами из Камеруна и Нигерии.
Его театральные постановки в Париже ставились в театре «Одеон», «Комеди-Франсез» и других театрах Франции, а также в Швейцарии (Лозанна), Бельгии (Антверпен), Германии (Берлин) и Австрии (в венских театрах Бургтеатр и театр Ан дер Вин). В его режиссёрском репертуаре пьесы Шекспира, Мольера и современных авторов (тайваньский писатель У Мин-и), а также инсценировки на стихи Данте, Цветаевой. Он также стал либреттистом музыкальных театральных произведений композитора Рейнхарда Фебеля.
Он работал оперным режиссёром и сценографом в Париже, Лионе, Лиссабоне, Экс-ан-Провансе, Мангейме, на фестивале Шветцинген и Немецкой опере на Рейне. Его особенно интересуют раритетные постановки 17-18 веков.
Хемлеб близко знаком с китайской и японской культурой, работал и работает на Тайване и в Японии. В качестве режиссера-постановщика и художника по свету участвовал в постановке оперы "Маккей: «Чернобородый библейский человек»", посвященной судьбе канадского миссионера Джорджа Лесли Маккея, мировая премьера которой состоялась в Тайбэе в ноябре 2008 года. 
О жизни Лукаса Хемлеба его сестрой Марией Хеммлеб был снят документальный фильм "Исчезнувший М." (нем. Das Verschwundene M., 2014)